# Derris heyneana
Derris heyneana är en ärtväxtart som först beskrevs av Robert Wight och George Arnott Walker Arnott, och fick sitt nu gällande namn av George Bentham. Derris heyneana ingår i släktet Derris och familjen ärtväxter. Inga underarter finns listade i Catalogue of Life.